# Oranjekuiftuiniervogel
De oranjekuiftuiniervogel (Amblyornis subalaris) is een zangvogel uit de familie Ptilonorhynchidae (prieelvogels).

## Verspreiding en leefgebied
Deze soort is endemisch in zuidoostelijk Nieuw-Guinea.

## Status
De grootte van de populatie is niet gekwantificeerd maar de soort wordt omschreven als plaatselijk vrij algemeen. Op de Rode lijst van de IUCN heeft deze soort de status niet bedreigd.